# Crenias scaturiginum
Crenias scaturiginum là một loài thực vật có hoa trong họ Podostemaceae. Loài này được (Mart.) C.D.K.Cook & Rutish. mô tả khoa học đầu tiên năm 2001.